# Matthias Wittenburg

Matthias Wittenburg (2018)

Matthias Wittenburg (* 5. Juni 1968 in Lüneburg) ist ein deutscher Unternehmer und Honorarkonsul der Republik Namibia für die Freie und Hansestadt Hamburg. Bis 2016 war er im Vorstand der HSH Nordbank, die im Februar 2019 in Hamburg Commercial Bank umfirmierte. Er ist insbesondere durch sein öffentliches Engagement im Bereich der Wirtschaftsethik bekannt.

## Leben und Ausbildung
Nach dem Abitur im Jahr 1987 an der Wilhelm Raabe Schule in Lüneburg verpflichtete sich Matthias Wittenburg zunächst als Zeitsoldat im Sanitätsdienst des Heeres bei der Bundeswehr. Er ist Reserveoffizier im Dienstgrad Oberstleutnant.
1991–1993 durchlief er eine Ausbildung als Bankkaufmann bei der Dresdner Bank AG in Hamburg. Sein berufsbegleitendes bankbetriebswirtschaftliches Studium an der Fernuniversität in Hagen und der Cardiff University in Wales, in den Jahren 1990–1992, schloss er mit dem Master of Business Administration (MBA) ab. Seine Masterarbeit beschäftigte sich mit dem Thema Finanzierungsleasing. 2010 absolvierte er das Advanced Management Leadership and Management Programme (OALMP) der Saïd Business School an der University of Oxford.
Matthias Wittenburg ist seit 1996 mit Sabine Wittenburg verheiratet. Er hat aus dieser Ehe zwei Söhne, die 1998 und 1999 geboren sind. Die Familie lebt in Radbruch im Landkreis Lüneburg.

## Beruflicher Werdegang
Nach Beendigung seiner Ausbildung zum Bankkaufmann wechselte Matthias Wittenburg 1993 zur Dresdner Bank AG in Frankfurt am Main als Syndikatsmanager. 1996–1999 folgte eine Station bei der Lehman Brothers Bankhaus AG in Frankfurt am Main und London. 1999 wechselte er als Leiter der Abteilung Anleihesyndizierung zur Investmentbankingmarke der Dresdner Bank AG, der Dresdner Kleinwort Wasserstein und wurde dort 2002 Managing Director. Ab 2007 war er bei der Commerzbank AG in Frankfurt globaler Leiter mehrerer Industriesektoren, 2009 stieg er zum Bereichsvorstand Corporates & Markets Client Relationship Management auf. Im Jahr 2011 nahm er im Rahmen dieser Tätigkeit am 129. Baden-Badener Unternehmer Gespräch teil.
2013 wechselte Matthias Wittenburg als Vorstandsmitglied zur HSH Nordbank AG in Hamburg. Dort war er bis 2016 zuständig für das Dezernat Corporates & Markets. Zum 1. August 2025 übernahm er die Position des „Senior Executive Advisor, Strategy& Germany“ bei der New Yorker Unternehmensberatung Strategy& mit einem Schwerpunkt auf Finanzierungsprojekten in der Verteidigungsindustrie.

## Unternehmerische Tätigkeit
Nach dem Rückzug aus der Vorstandstätigkeit gründete er im März 2017 die Wittenburg Corporate Finance e. K. in Radbruch, die er als Inhaber seitdem betreibt. Die Schwerpunkte des Unternehmens liegen in der Beratung mittelständischer Unternehmen bei den Bereichen Unternehmensverkauf und Finanzierung.
2017 war er an der Führungsakademie der Bundeswehr in Hamburg zeitweise als Strategieberater des Kommandeurs tätig. Seitdem unterrichtet er dort auch als Dozent an der Fakultät Politik, Strategie, Gesellschaftswissenschaften. Von Juli 2017 bis Ende 2022 war er Vorsitzender des Aufsichtsrats bei der diligent technology & business consulting AG in Frankfurt am Main.
2018 gründete Matthias Wittenburg die Companylinks GmbH in Hamburg, die eine Matching-Plattform für Unternehmensverkäufe mittelständischer Unternehmen mit 30 bis 300 Mitarbeitern und einem Unternehmenswert im unteren bis mittleren Millionenbereich betreibt. Teil des Teams ist u. a. Hans-Jörg Schmidt-Trenz, der ehemalige Hauptgeschäftsführer der Handelskammer Hamburg. Die Idee zur Gründung von Companylinks sei Matthias Wittenburg, laut Bericht der Börsen-Zeitung, im Jahr 2017 gekommen, „nach Lektüre eines Zeitungsartikels, in dem das Problem der Nachfolgeregelung in mittelständischen Unternehmen thematisiert wurde“.
Im Februar 2019 wurde er darüber hinaus zum Honorarkonsul der Republik Namibia für die Freie und Hansestadt Hamburg ernannt. Im Dezember 2022 wurde das Exequatur auf die Länder Mecklenburg-Vorpommern und Schleswig-Holstein erweitert.
2023 gründete er mit Holger Kruse und der Hamburger Börse die BB Beteiligungsbörse Deutschland GmbH. Das Unternehmen entwickelt und betreibt eine Plattform zur Vermittlung von Kapitalbeteiligungen an mittelständische Unternehmen.

## Engagement für Wirtschaftsethik
Insbesondere Matthias Wittenburgs Engagement im Bereich der Wirtschaftsethik, eigenen Aussagen zufolge aus einer persönlichen, christlich-evangelischen Prägung motiviert, war in den vergangenen Jahren wiederholt Gegenstand medialer Berichterstattung, auch im Zusammenhang mit seiner Position als stellvertretender Vorsitzender des Arbeitskreises Evangelischer Unternehmer von 2011 bis 2015 und als Sprecher der Regionalgruppe Hamburg/Schleswig-Holstein seit Oktober 2015. Er vertritt die Auffassung, dass die Führung von Banken und Wirtschaftsunternehmen auch unter Berücksichtigung christlicher Werte wie „Weitsicht, Ehrlichkeit und Redlichkeit“ möglich sei und zieht Parallelen zum Bild des ehrbaren Kaufmanns, auch im Sinne eines modernen Social Entrepreneurships.
So initiierte er in seiner Vorstandszeit bei der HSH Nordbank Kooperationen mit den Hamburger Obdachlosenvereinen Pik As und Hempels, innerhalb derer sich zahlreiche Bankmitarbeiter ehrenamtlich engagierten.
Auch seine eigene Tätigkeit als Investmentbanker, so u. a. für das im Rahmen der Weltfinanzkrise 2007/2008 in die Kritik geratene New Yorker Bankhaus Lehman Brothers, das im Jahr 2008 Insolvenz anmeldete, beurteilt Wittenburg rückblickend differenziert: „Durch die Auseinandersetzung mit dem christlichen Glauben habe ich dieses Wertegerüst nochmal klarer herausgeschält. Ich frage mich: Ist das, was ich tue, richtig? Daran messe ich mich. Mir selbst und meinem Schöpfer gegenüber.“ So konstatierte er gegenüber dem Manager Magazin im Rahmen eines Kurzporträts im Jahr 2011 – damals war er bei der Commerzbank AG beschäftigt: „Er beanspruche für sich, ehtisch fragwürdige Gewinnchancen auszuschlagen, antwortet er auf skeptische Nachfrage: ‚Aus diesem Grund habe ich mich beispielsweise kürzlich dagegen entschieden, die Finanzierung einer Produktlieferung in ein Bürgerkriegsland zu unterstützen, da aus diesem Produkt schmutzige Waffen hätten hergestellt werden können.‘“
Nachfolgend sprach sich Wittenburg auch wiederholt gegen pauschale Vorwürfe an Bankmitarbeiter aus, so z. B. 2015 auf dem Kongress christlicher Führungskräfte in Leipzig. Zwar sei es offensichtlich, dass die Überhitzungen an den Finanzmärkten zu Verwerfungen und großen volkswirtschaftlichen Schäden geführt hätten, gleichzeitig müsse jedoch zwischen den Verfehlungen Einzelner und der regelkonformen Arbeit des weit überwiegenden Teils der Bankangestellten unterschieden werden.
Seit 2020 organisiert er den sogenannten Dialog im Michel, eine wirtschaftsethische Veranstaltung in der Hamburger Hauptkirche St. Michaelis. Gäste waren bislang Ola Källenius und Thomas de Maizière (2022). Für November 2023 ist Joachim Gauck als Gastredner angekündigt.

## Zitat
„Es ist für mich durchaus erstrebenswert, eine Bank nach christlichen Werten zu führen, aber ohne dass ich Menschen anderen Glaubens auf die Füße trete. Als Christ bemühe ich mich, redlich zu arbeiten.“

## Gremien
- Seit Oktober 2015 Sprecher des Arbeitskreises Evangelischer Unternehmer (AEU) der Regionalgruppe Hamburg/Schleswig-Holstein, dessen stellvertretender Vorsitzender er von 2011 bis 2015 war.[29][30]
- Seit 2013 Ehrenritter im Johanniterorden.
- Seit 2013 Mitglied im Wirtschaftsbeirat der Hamburgischen Bischöfin.[31]
- Seit 2015 Mitglied des Kuratoriums im Übersee-Club e.V. in Hamburg.[32]
- Von 2014 bis 2016 Mitglied des Vollversammlung der Industrie- und Handelskammer zu Kiel.[33]
- Von 2010 bis 2016 Mitglied des International Advisory Board der Saïd Business School an der University of Oxford.[34]
- Seit Februar 2020 Mitglied der Versammlung Eines Ehrbaren Kaufmanns zu Hamburg[35]